# Silvia Torres-Peimbert

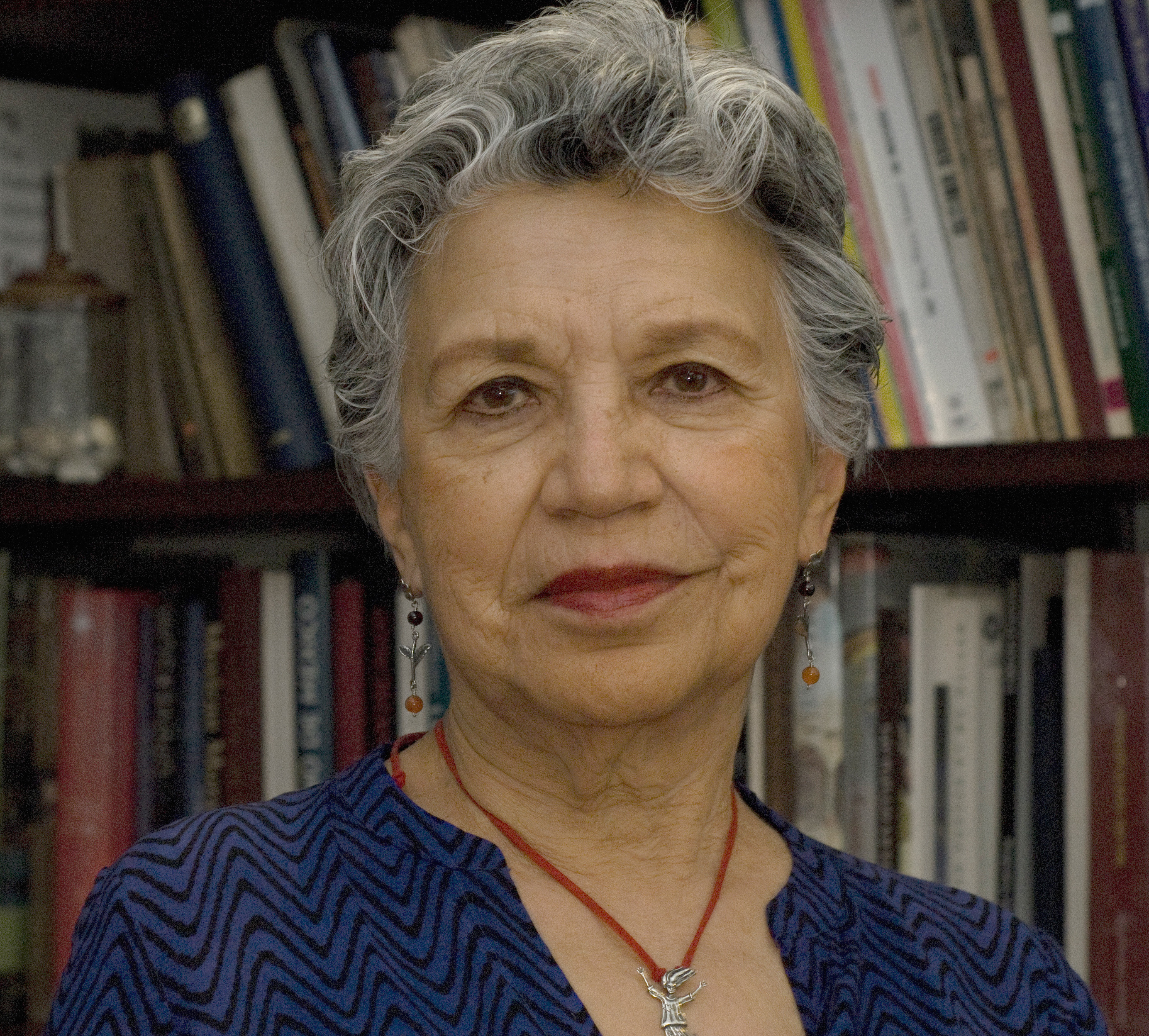
Silvia Torres-Peimbert (2015)

Silvia Torres-Peimbert (geborene Linda Silvia Torres Castilleja) (* 1940 in Mexiko-Stadt) ist eine mexikanische Physikerin und Astronomin.
Silvia Torres-Peimbert erhielt 1964 den BA in Physik an der Universität von Mexiko (UNAM) und 1969 den PhD in Astronomie an der University of California. Sie ging im selben Jahr an das Institut für Astronomie am UNAM wo sie 1973 Professorin wurde und welches sie von 1998 bis 2002 als Direktorin leitete.
Ihre Forschungsschwerpunkte beschäftigen sich mit physikalischen Eigenschaften in Gasnebeln, speziell der chemischen Zusammensetzung von H II Regionen. Viele Forschungsarbeiten führte sie zusammen mit Manuel Peimbert durch.
Sie war von 2015 bis 2018 Präsidentin der Internationalen Astronomischen Union, einer Organisation mit fast 12.500 Mitglieder aus 92 Ländern.

## Auszeichnungen
- Mitglied der internationalen astronomischen Union (IAU)[4]
- 2007 Nationalpreis für Wissenschaften und Künste
- 2011 UNESCO-L’Oréal-Preis
- 2012 Hans-A.-Bethe-Preis für Arbeiten zur kosmologischen Heliumhäufigkeit und der Häufigkeit anderer Elemente und den Folgerungen für die Kosmologie und die chemische Evolution von Galaxien und Sternen (Laudatio)[5]